# Коукал африканський
Коука́л африканський (Centropus grillii) — вид зозулеподібних птахів родини зозулевих (Cuculidae). Мешкає в Африці на південь від Сахари.

## Опис
Довжина птаха становить 30-38 см, вага 95-150 г. Самиці є дещо більшими за самців. Під час сезону розмноження забарвлення переважно чорне, за винятком охристої смуги на надхвісті і світло-каштанових крил. Очі темно-карі, дзьоб і лапи чорні. Під час негніздового періоду верхня частина тіла темно-коричнева, сильно поцяткована охристими і чорнуватими смужками, нижня частина тіа пістрява, коричнювата. Дзьоб зверху коричневий, знизу сизий. Молоді птахи більш смугасті, лоб і тім'я у них також поцятковане світлими смужками, лапи сизі.

## Поширення і екологія
Африканські коукали поширені від Сенегалу і Гвінеї-Бісау на схід до південного Судану і Ефіопії і на південь до північних Намібії і Ботсвани, північного сходу ПАР і Есватіні. Вони живуть на вологих луках, зокрема на заплавних, на болотах, в очеретяних заростях на берегах річок і озер. Під час сезону дощів мігрують на більш сухі луки та в савану. Зустрічаються на висоті до 2700 м над рівнем моря. Живляться комахами, павуками, іншими безхребетними, земноводними, плазунами і насінням. Африканським коукалам притаманна поліандрія, коли на одну самицю припадає кілька самців. Сезон розмноження в Гані триває з квітня по липень, в Нігерії з липня по серпень, в Танзанії і Зімбабве з грудня по лютий, в Малаві з квітня по травень. Гніздо чашоподібне, глибоке, розміщується в густій, високій траві, на висоті від 20 до 40 см над землею. В кладці від 2 до 6 яєць. Самці будують гніздо, насиджують кладку і доглядають за пташенятами.